# Coracina leucopygia
Lagarteiro-d'uropígio-branco ou lagarteiro-de-rabadilha-branca (Coracina leucopygia) é uma espécie de ave da família Corvidae.
É endémica da Indonésia.